# Chiesa di Sant'Antonio Abate (Vestenanova)
La chiesa di San Antonio Abate è la chiesa sussidiaria della chiesa parrocchiale dei Santi Zenone e Urbano di Vestenavecchia, frazione del Comune di Vestenanova in provincia e diocesi di Verona; fa parte del vicariato dell'Est Veronese, precisamente dell'Unità Pastorale Illasi - Tregnago - Vestene.

## Storia
La chiesa fino al Trecento fu il centro religioso più importante dell’alta Val d’Alpone fino a quando, con la costruzione della nuova chiesa di Vestenavecchia ai piedi della "Fratta", la collina basaltica su cui sorge il luogo di culto, perse importanza.
Il 25 giugno 1530 il vescovo di Verona Gian Matteo Giberti, in visita pastorale, inviò il suo vicario sulla “Fratta”. Questi testimoniò di aver trovato una chiesetta senza alcun valore e con la carità amministrata malamente da gente del luogo, cosa che fece intervenire il Giberti, il quale ordinò che tutte le offerte fossero usate per l’edificio e concesse un'indulgenza di ottanta giorni, con validità perenne, per tutti coloro che l’avessero visitata il 17 gennaio, tutti i giorni festivi della Quaresima, a Pasqua e nei due giorni seguenti.
Durante la peste del 1630 le pareti interne furono ricoperte di calce viva per igienizzare il luogo, forse divenuto un lazzaretto, come si potrebbe intuire dalla pala di San Rocco nella chiesa di San Leonardo in Vestenanova.
Nelle successive visite pastorali si testimoniò che la chiesa era in stato d’abbandono, ma non così nel 1671 con l'arrivo del vescovo Sebastiano Pisani II. Il prelato, giunto a Vestenavecchia, si recò prima nella chiesa di Sant'Antonio, in quanto la chiesa dei Santi Zenone e Urbano era stata profanata, e scoprì che da due anni venivano celebrate regolarmente le funzioni liturgiche e che stava assolvendo al ruolo di parrocchiale. Gli altari erano ben tenuti e i libri dello stato delle anime e delle congregazioni si trovavano nella sacrestia di recente fabbricazione.

Mons. Pisani II riabilitò in tale occasione, con formula pontificale, la chiesa parrocchiale, con Sant'Antonio a ritornare come sussidiaria.
Don Luigi Pavoncelli, parroco di Vestenavecchia dal 1852 al 1883 descrive la chiesa, dicendo come sia stata ingrandita nel tempo, allungata più del doppio, come possedesse quattro altari di legno e muratura, molte statue di santi, due quadri (uno con la Trinità e uno di sante) e affreschi alle pareti, seppur queste risultassero screpolate e diroccate.
Con il terremoto del 1891 il luogo di culto ritornò importante. La nuova chiesa parrocchiale di Vestenavecchia risultò inagibile mentre Sant'Antonio non ebbe danni, così le funzioni furono trasferite nell'antico edificio sacro fino alla conclusione delle riparazioni in quello più recente in paese.
Successivamente la chiesa fu usata come teatro, scuola, riparo per gli animali e, durante la seconda guerra mondiale, come rifugio per i partigiani.

Abbandonata e caduta in degrafo, fu restaurata negli anni Ottanta, recuperando così gli affreschi interni. Inoltre, furono tracciati nel bosco due sentieri per accedere alla sommità della "Fratta", su cui sono state collocati capitelli con le stazioni della Via Crucis e della Via Matris..

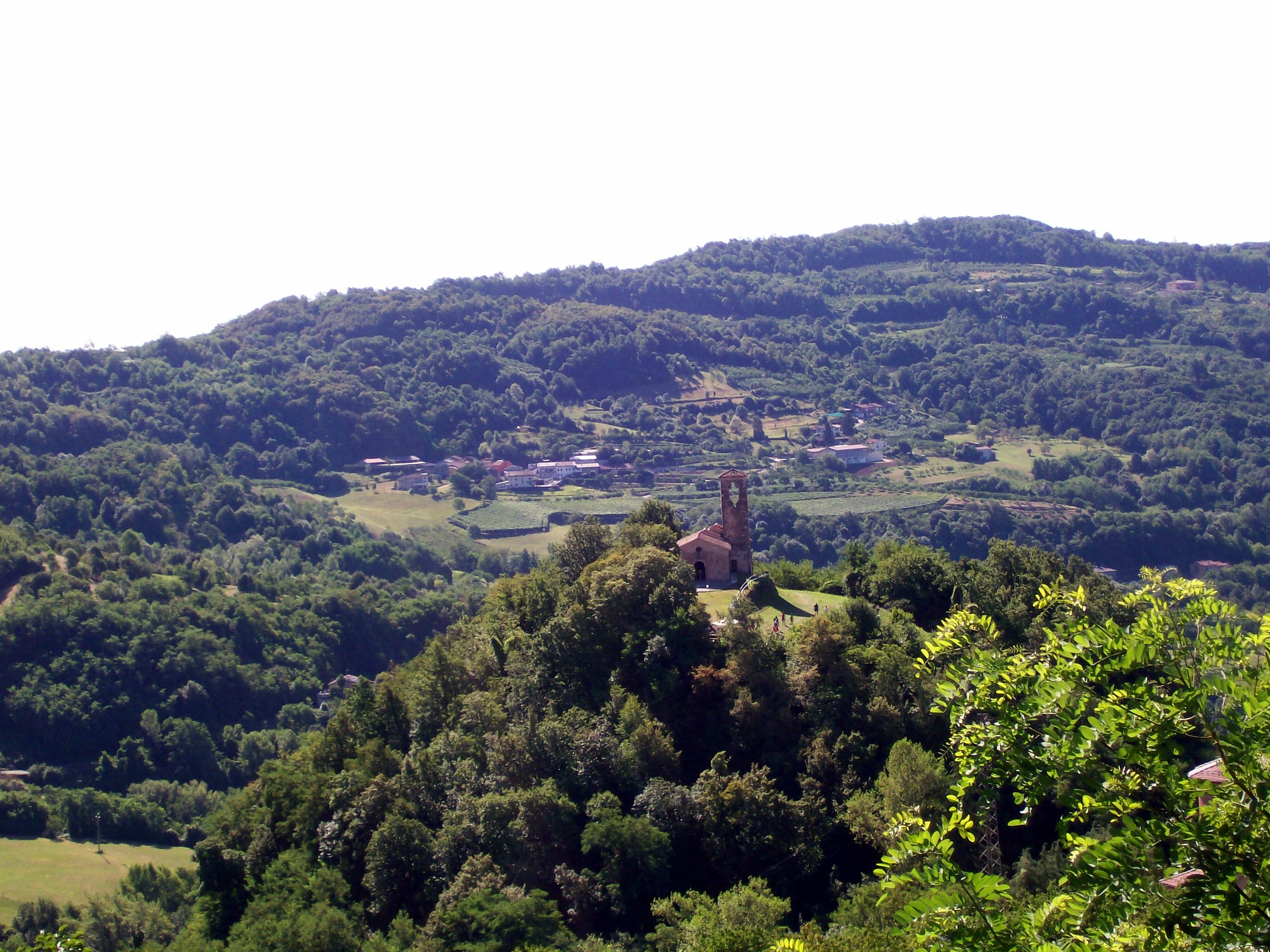
Veduta della chiesa sul Monte Fratta

## Descrizione

### La facciata
La facciata, rivolta ad ovest, è romanica, con al centro il portale sormontato da un piccolo oculo. In alto è chiusa da una cornice in aggetto che segna la linea del tetto.

### Interno
All’interno la chiesa si presenta con un'unica aula rettangolare coperta da una struttura lignea a capriate e travature a vista.
A introdurre luce all’interno dell'edificio, in stile romanico campestre, oltre all’oculo in facciata, è una finestra rettangolare sul lato sinistro, sopra la porta laterale.

Sulla controfacciata sono trasferiti affreschi più recenti con soggetto l' Annunciazione.
L'arco trionfale, leggermente acuto, dunque con uno slancio verso il gotico, è ricoperto da affreschi del Quattrocento, restaurati negli anni Ottanta e soprattutto tra il 2014 e il 2017 assieme a quelli del sottarco e del presbiterio.

Sul frontone troviamo lTemplate:’Imago Pietatis del Cristo Risorto, racchiusa fra due stemmi della nobile famiglia Emo, l'Annunciazione e una Trinità.

L'archivolto del frontone è decorato con immagini dei Profeti.
Il presbiterio, di larghezza ridotta rispetto all’aula e con asse leggermente inclinato, è a pianta rettangolare, coperto da una volta a botte totalmente affrescata, con Dio Padre, mentre nei medaglioni che lo circondano sono presenti i Quattro Evangelisti.

Gli affreschi della volta del presbiterio e i Profeti sono stati attribuiti al pittore veronese Francesco Morone.

Tra il 1983 e il 1984 si è realizzato un intervento di adeguamento liturgico, con un nuovo altare rivolto verso i fedeli, ricavato smembrando l’antico altare maggiore in marmi policromi.
 
La sede del celebrante è su un basamento in pietra retrostante l'altare.
Sul lato destro del presbiterio si trova la sacrestia.
La parete absidale è piatta e presenta l'affresco del patrono, Sant'Antonio Abate, con ai lati i santi Urbano e Zenone, i patroni della parrocchia di Vestenavecchia.

## Il campanile
Sul lato sinistro della chiesa è presente il campanile a pianta quadrata, con fusto in blocchi di pietra della Lessinia.

La cella campanaria presenta quattro grandi monofore a tutto sesto e una copertura a quattro falde in coppi.

Oggi sono presenti una o due piccole campane.
 
Dalla descrizione di don Luigi Pavoncelli, parroco di Vestenavecchia dal 1852 al 1883, risulta che ce ne fossero due.